# Leichter Panzerspähwagen
Leichter Panzerspähwagen (z niem. „Lekki opancerzony wóz rozpoznawczy”) – seria samochodów pancernych z napędem na cztery koła (oznaczonych jako Sd.Kfz.221, Sd.Kfz.222 i Sd.Kfz.223), produkowanych w Niemczech w latach 1935–1944.

## Konstrukcja
Leichter Panzerspähwagen zostały zaprojektowane przez zakłady Eisenwerk Weserhütte, podwozia były produkowane w Auto Union w Zwickau, a montowano na nich nadwozie i uzbrojenie w firmach F. Schichau i Maschinenfabrik Niedersachsen.
Wszystkie pojazdy tej serii używały standardowego zawieszenia sPkw I Horch, z pochylonymi płytami pancernymi i wieżyczką. Do 1941 napędzane były silnikiem benzynowym Horch V8 o pojemności 3,5 l i mocy 81 KM (do wersji Sd.Kfz.221 Aufsührung B). Po 1941 stosowano ten sam silnik ale o zwiększonej do 90 KM mocy, co dawało im maksymalną prędkość na drodze do 80 km/h i około 40 km/h w terenie. Ich zasięg wynosił około 280 km.
Przód i boki pojazdów były chronione blachą stalową o grubości 8 mm, cieńsze, 5 mm blachy, chroniły górę, tył i podwozie. Wieżyczka nie była opancerzona od góry, od tej strony załogę chroniła jedynie siatka zabezpieczająca przed granatami i lekkimi odłamkami.

## Warianty

### Sd.Kfz.221
Pierwszy model. Uzbrojony tylko w karabin maszynowy MG 34 z załogą dwuosobową. Opancerzenie miało grubość 8 mm.

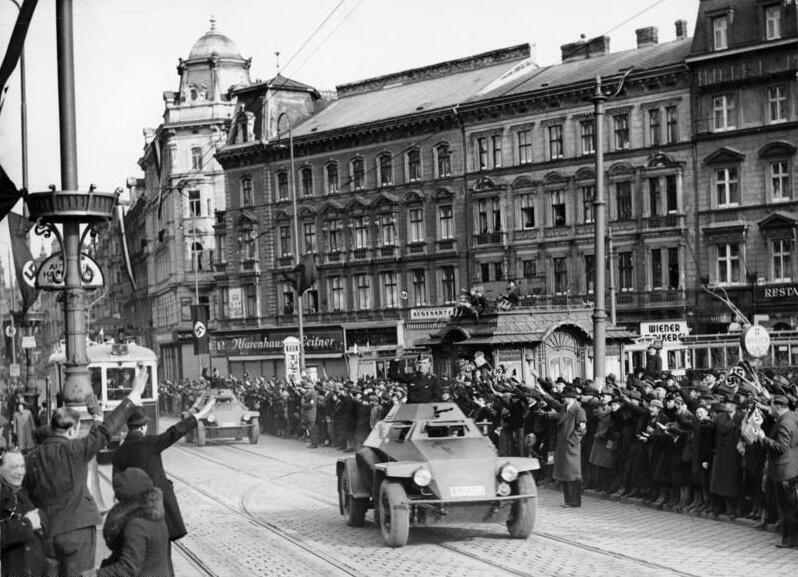
Sd.Kfz.221 w Wiedniu (1938)

### Sd.Kfz.222
Model uzbrojony dodatkowo w działko 2 cm KwK 30 obsługiwane przez trzeciego członka załogi. Grubość pancerza zwiększona do 14,5 mm.

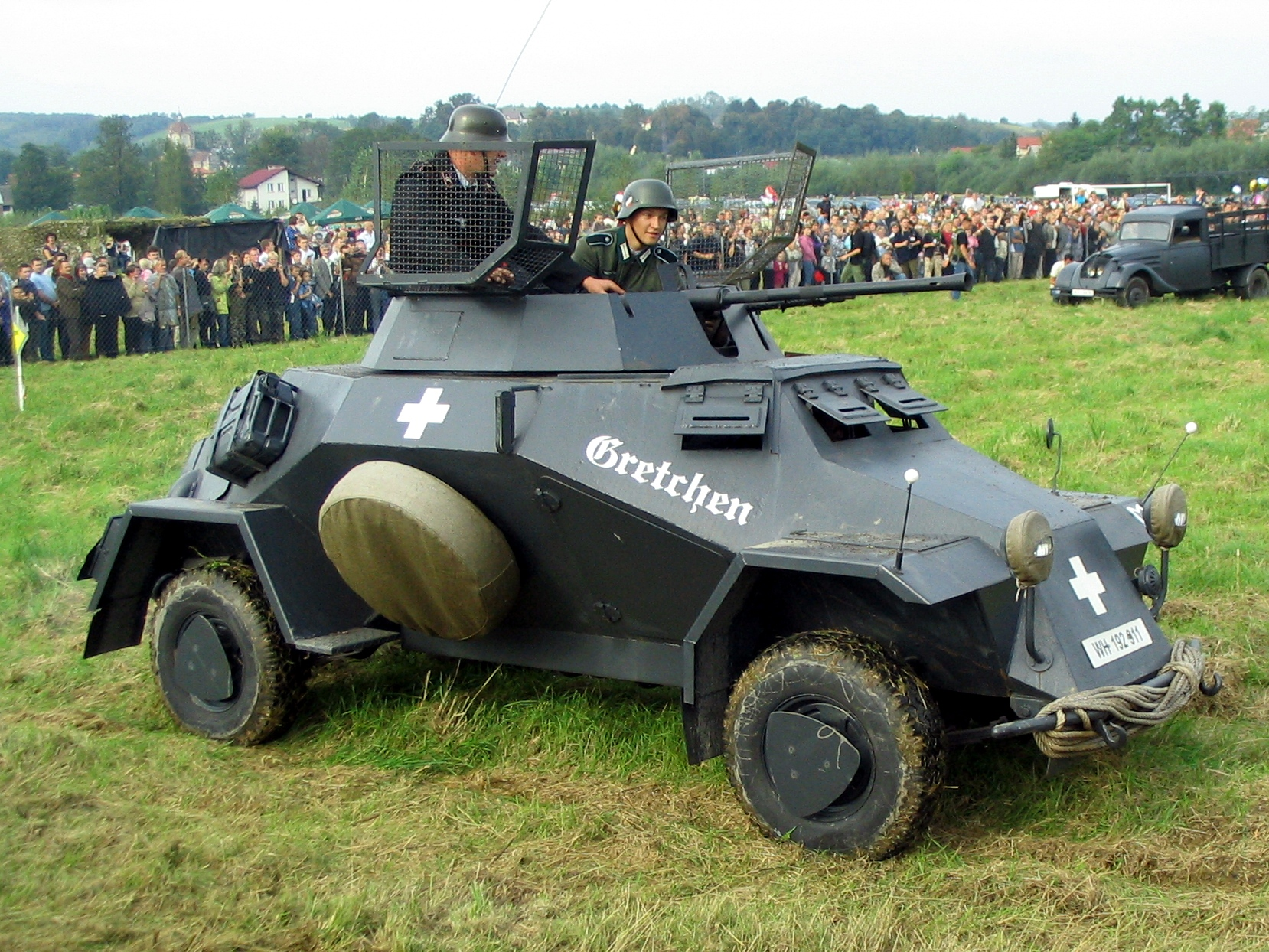
Współczesna rekonstrukcja Sd.Kfz.222 w Krzywczy (2010)

### Sd.Kfz.223
Odmiana 221 z różnymi odmianami radiostacji i antenami zamontowanymi na zewnątrz pojazdu (na bazie tego pojazdu istniały „lekko opancerzone wozy radiowe” oznaczane jako: Sd.Kfz.220 i Sd.Kfz.261).

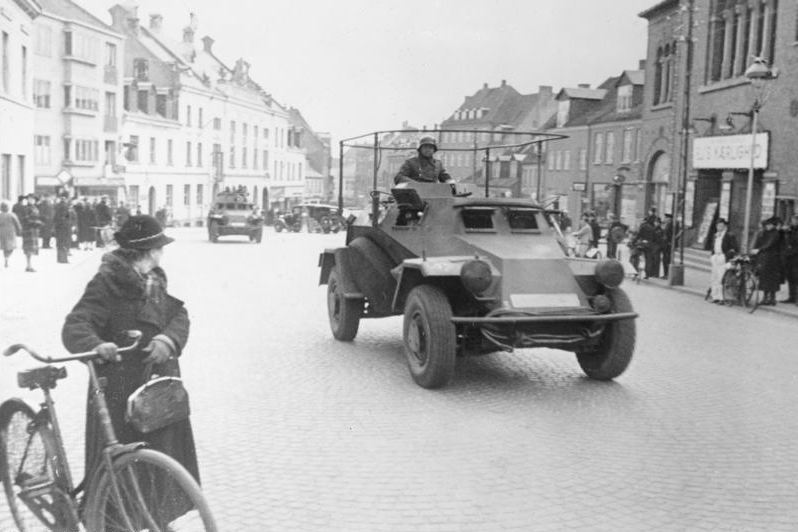
Sd.Kfz.223 na Półwyspie Jutlandzkim (1940)